# Ardens Comiso
L'Ardens Comiso è una società pallavolistica femminile di Comiso, in provincia di Ragusa.

## Storia della società
Nasce nel giugno del 1965 come Unione Sportiva Ardens Comiso in seguito alla volontà dei fondatori di offrire ai giovani una palestra di vita e sport. Nel corso della propria storia ha praticato anche Calcio (dal 1965 al 1970), Basket (dal 1971 al 1974) e Pallavolo maschile (dal 1965 al 1990).
S'iscrisse immediatamente ai campionati provinciali e regionali di pallavolo femminile, raggiungendo nella stagione 1989-90 la B2 e occupandola stabilmente fino al 2005. Sfiora la promozione in B1 in diverse occasioni, raggiungendo la semifinale dei play-off nelle stagioni 1999/2000, 2000/2001, 2001/2002 e 2002/2003. 
Tra il 1985 e il 1999 vince con le squadre giovanili 22 titoli provinciali e 9 titoli regionali, raggiungendo il 5º posto nelle finali nazionali Under 15 nella stagione 87/88.
Nel 2004 modifica la propria denominazione in Unione Sportiva Ardens Comiso A.S.D..
Al termine della stagione 2004-2005 in B2, la società vende il titolo e riparte dalla serie C. 
Nella stagione 2018-2019 raggiunge i play-off di C e vince la finale, raggiungendo di nuovo la B2 dopo 14 anni.

## Rosa 2022-2023
| N° | Nome                  | Ruolo | Nazionalità sportiva |
| -- | --------------------- | ----- | -------------------- |
| 1  | Alessandra Migliorisi | L     | Italia               |
| 2  | Sara Pace             | C     | Italia               |
| 3  | Giulia Bellassai      | O     | Italia               |
| 4  | Carlotta Nicosia      | S     | Italia               |
| 5  | Michela Noto          | S     | Italia               |
| 6  | Denise Iapichino      | O     | Italia               |
| 7  | Giada Inghilterra     | C     | Italia               |
| 8  | Eliana Licata         | P     | Italia               |
| 9  | Alice Chiarandà       | C     | Italia               |
| 10 | Serena Susino         | O     | Italia               |
| 11 | Paola Guccione        | L     | Italia               |
| 12 | Sabrina Lucescul      | C     | Italia               |
| 16 | Selene Gambini        | C     | Italia               |
| 17 | Elisa Sozzi           | P     | Italia               |
| 24 | Giulia Tirella        | S     | Italia               |
| 25 | Elisa Regina          | P     | Italia               |

## Lista dei presidenti
- 1965-1970  Nino Davolos
- 1970-1971  Biagio Barone
- 1971-1975  Luciano Caruso
- 1975-1978  Giuseppe Zenzaro
- 1978-1981  Biagio Cucuzzella
- 1981-1984  Francesco Drago
- 1984-1997  Nino Davolos
- 1997-2022  Giovanni Sudano
- 2022-presente  Luca Occhipinti